# Sarawakus britannicus
Sarawakus britannicus är en svampart som först beskrevs av Rifai & J. Webster, och fick sitt nu gällande namn av Samuels & Rossman 1992. Sarawakus britannicus ingår i släktet Sarawakus och familjen Hypocreaceae.  Artens status i Sverige är: Ej påträffad. Inga underarter finns listade i Catalogue of Life.